# Maria Lluïsa Casals Caus
Maria Lluïsa Casals Caus (Castell d’Aro (Baix Empordà), 22/11/1934 – Carolina del Sud, 7 de juliol de 2008) fou una metgessa gironina que desenvolupà la seva carrera sobretot a la Universitat de Buffalo (Nova York).

## Biografia
Filla del metge Martí Casals Echegaray (1903-1983), estudia la carrera de medicina a la Universitat de Barcelona després de fer el batxillerat a Sant Feliu de Guíxols. A les vacances ajuda al seu pare, assistint a la seva consulta i durant els últims cursos és alumne interna a la càtedra del professor Agustí Pedro Pons. Es llicencia l’any 1960 i aquell mateix any fa una estada d’un any a un hospital de Dublín, que li serà de gran utilitat per conèixer l’anglès. L’any 1961 entra a l'Hospital de la Santa Creu i Sant Pau per fer la residència en anestesiologia i passa l'examen Educational Council for Foreign Medical Students (ECFMG) per anar als Estats Units d’Amèrica. Al cap de dos mesos es casa amb el seu company de curs de la carrera, el Dr. Marc G. Viguera i Boncompte, amb qui tingué una filla, Adele. Un any després es trasllada a Buffalo com a metge internista en l’Hospital General de Buffalo.
El 1970 és acceptada al servei de medicina de la Universitat de Buffalo, on juntament amb els altres membres del servei li correspon l’atenció mèdica d’uns trenta mil estudiants de tots els estats del país i de molts països estrangers. Molts estudiants africans eren portadors de malalties parasitàries desconegudes pels metges locals. Això desperta l’interès de la Dra. Casals per aquestes malalties, de manera que amb els anys serà reconeguda com l'especialista en malalties parasitàries més consultada pels metges locals quan sospitaven una malaltia d’aquest tipus.
El 2003, després de retirar-se del servei a la Universitat de Buffalo va viure a Carolina del Sud. Allà s’integra a un grup de metges que treballen en una clínica per a gent sense assegurança ni mitjans per pagar les visites. Mor al Rosswell Park Cancer Institute l’any 2008 a causa d’un càncer de pàncrees.